# Omsk

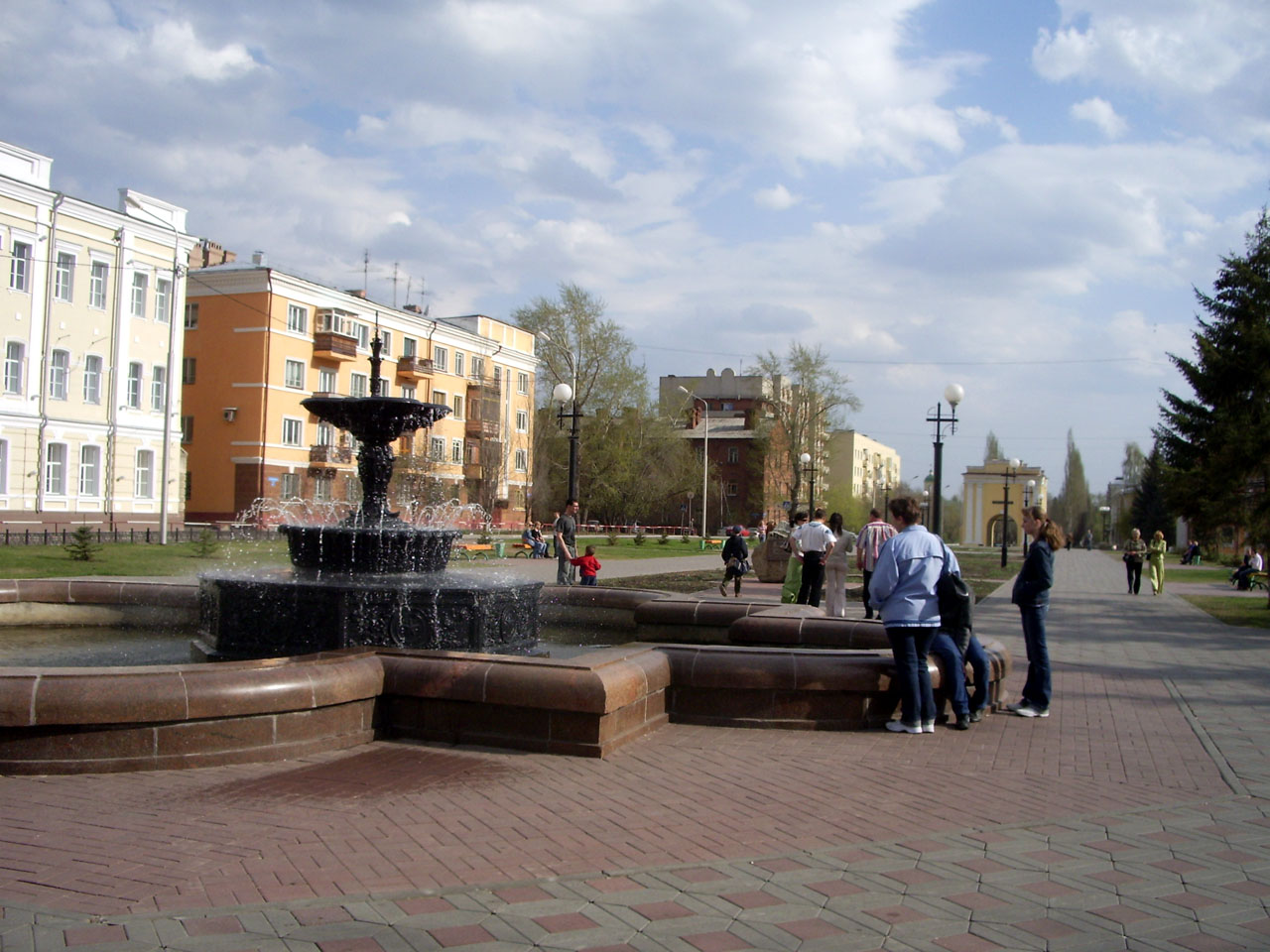
Ulica Tarskaja w Omsku

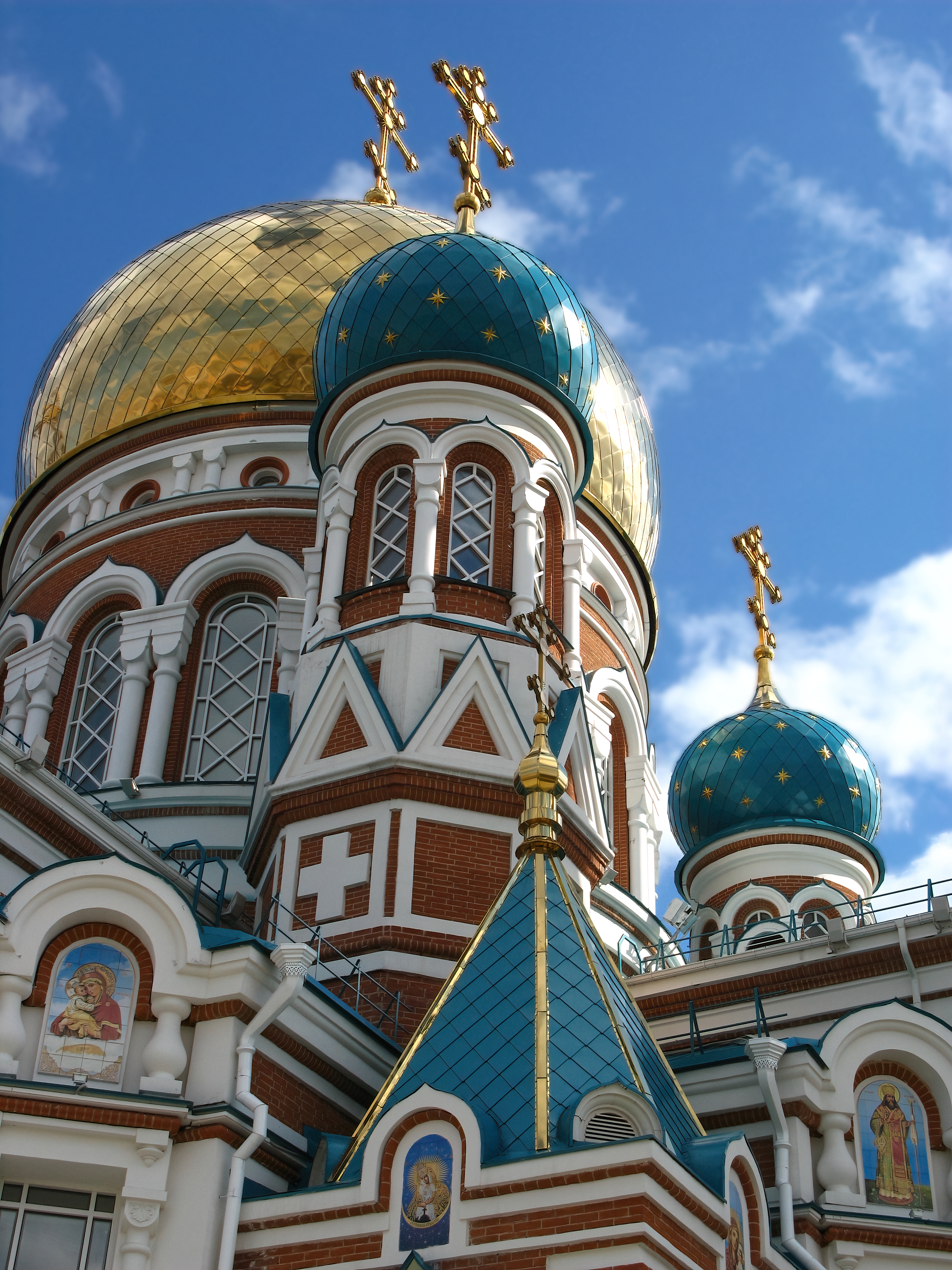
Sobór Zaśnięcia Matki Bożej w Omsku

Omsk (ros. Омск) – miasto w azjatyckiej części Rosji, na Nizinie Zachodniosyberyjskiej, przy ujściu rzeki Om do Irtysza. Stolica obwodu omskiego.

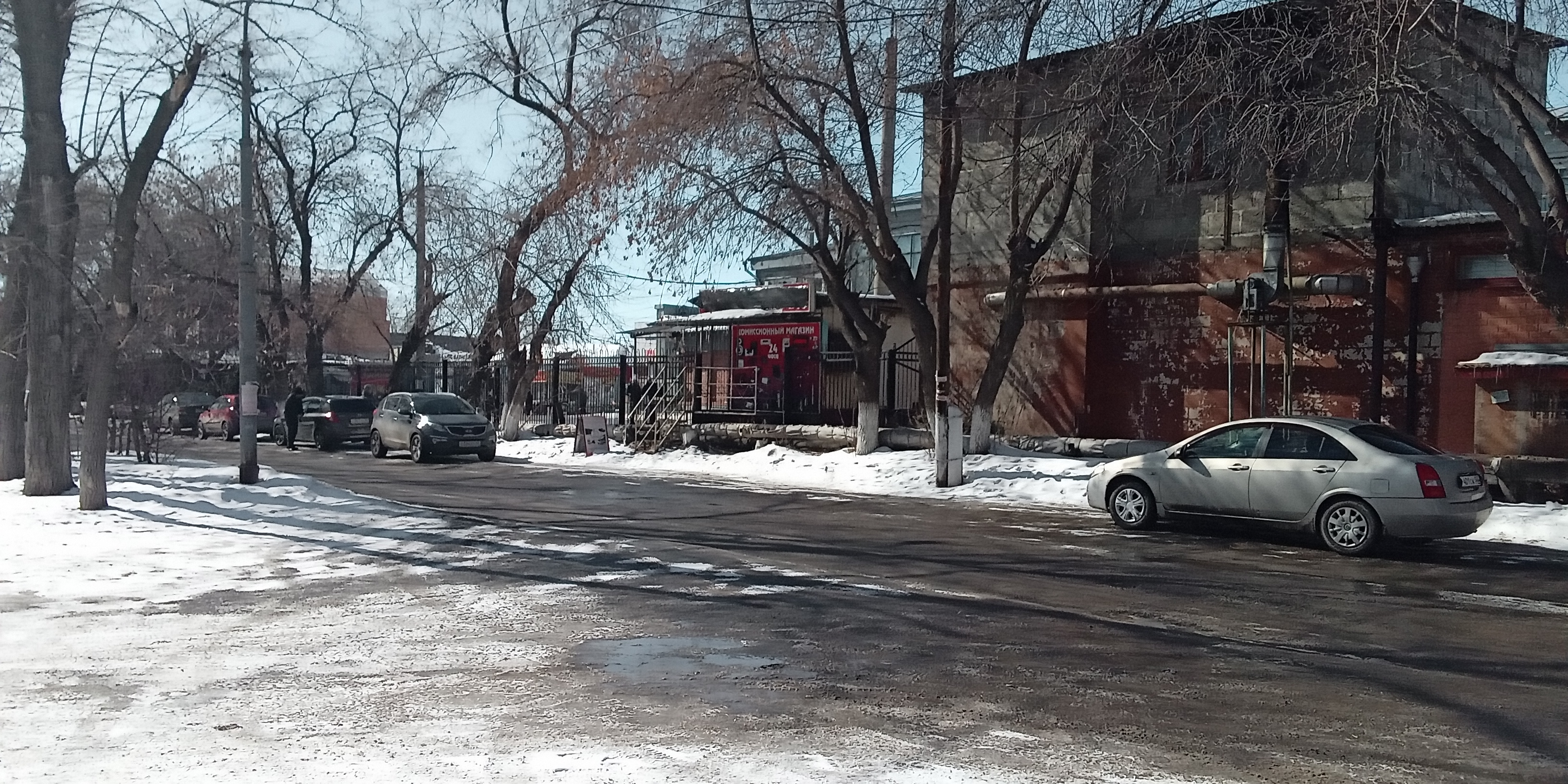
Omsk

## Historia
Osada założona w 1716 roku jako warownia dla obrony przed Kirgizami, potem zespół faktorii handlowych. Prawa miejskie w latach 1782–1797 i od 1804 r. W mieście od 1822 znajdowała się siedziba generał-gubernatora Syberii Zachodniej. Na początku XX wieku wielkie centrum handlowe. Od 18 listopada 1918 do 10 listopada 1919 siedziba antybolszewickiego rządu Białych pod zwierzchnictwem admirała Aleksandra Kołczaka. W okolicach Omska znajdują się kolonie karne.
Obecnie miasto jest ważnym ośrodkiem przemysłowym, naukowym (10 wyższych uczelni w tym uniwersytet założony w 1974 r.) i kulturalnym (muzea, teatr z 1874).

## Polacy w Omsku

### Początki
Polacy pojawili się w tajdze Przyirtysza (ros. Прииртышье, od nazwy rzeki Irtysz, obwód omski) podczas budowy Tary w 1594 r., było to początkowo 50 jeńców. Następni polscy i litewscy jeńcy pojawili się w okresie Wielkiej Smuty m.in. w Tarskim Przyirtyszu (Тарское Прииртышье).
Kolejny napływ Polaków związany był z wojnami Carstwa Rosyjskiego ze Szwecją, z Rzecząpospolitą; tzw. wojną smoleńską (1632–1634), wojną polsko-rosyjską 1654–1667, wojną rosyjsko-szwedzką (1656–1658). W 1660 roku z Moskwy za Ural został zesłany pierwszy katolicki ksiądz, jezuita Jędrzej Kawęczyński, odbywający zsyłkę w Tobolsku i Narymie. W tym czasie następuje również „wewnętrzna migracja”, związana m.in. z przesiedleniami Polaków z Tobolska do Tary. W Tobolsku w latach 30. wieku XVII, mieszkali zesłańcy z Polski. Na terytorium Syberii w XVII w., mieszkało już kilka tysięcy Polaków, przy czym zdarzały się wypadki, że obywatele Rzeczypospolitej dobrowolnie przyjeżdżali pracować na Syberię. W końcu XVIII w., po rozbiorach Polski i zagarnięciu części ziem Rzeczypospolitej przez Imperium Rosyjskie, na Syberię zaczęli być zsyłani kolejni Polacy. W 1794 roku byli to zesłani uczestnicy insurekcji kościuszkowskiej.

### Wiek XIX
XIX wiek przyniósł kolejną falę zsyłek. Centralnym miejscem, do którego zsyłano Polaków był w tym czasie Omsk. Do Omska trafiało wielu Polaków, którzy dostali się tutaj jako jeńcy wojny francusko-rosyjskiej z 1812 (za Ural trafiło wtedy około 900 jeńców polskich). Po 1815 roku część z nich powróciła do Ojczyzny.
Latem w 1832 r. do Omska trafiło ok. 2500 Polaków, zesłanych za udział w powstaniu listopadowym. Z tej grupy zaraz po zesłaniu wyodrębniło się kilku przywódców, którzy stawiali sobie za cel dalszą walkę z rosyjskim zaborcą, jednak poprzez wybuch powstania na terenach syberyjskich, które w dalszym etapie rozciągnęłoby się na inne okupowane przez Rosjan ziemie, w tym polskie. Na czele grupy spiskowej stanęli Polacy wywodzący się z inteligencji: ks. Jan Henryk Sierociński, Franciszek Ksawery Szokalski i Władysław Drużyłowski, którzy szybko zaczęli organizacyjnie łączyć pozostałych polskich zesłańców i przygotowywać ich do walki. Zabiegi te były w tak zaawansowanym stanie, że wyznaczono dokładną datę wybuchu powstania, jednak tuż przed nim w roku 1836 grupa spiskowa została zdradzona i rozbita. Rosjanie skazali polskich jeńców na karę śmierci poprzez tłuczenie ciała kijami. Karę wykonano 7 marca 1837 roku. Podczas niej 11 głównych spiskowców publicznie rozerwano poprzez zadawanie ciosów kijami po całym ciele, dwunasty skazany cudem ocalał mimo otrzymania 6000 zasądzonych uderzeń.
Po kolejnym polskim powstaniu – powstaniu styczniowym na Zachodnią Syberię trafiło ok. 10 779 zesłańców. W omskim okręgu było ich wówczas 2 128. Znaczna część powstańców skazanych za udział w walkach została zatrudniona w fabrykach, które wykorzystywały katorżników jako siłę roboczą. Według dokumentów Polacy byli także zsyłani do miejscowości wiejskich, np. do wsi Kopiewo (Копево) w rejonie tarskim Zesłani polscy powstańcy nosili nazwiska m.in. Wołgowski, Żółtowski, Łysin i inne. Około 50 Polaków zostało umieszczonych we wsiach: Kostino (Костино) i Nikolskoje (Николское) w regionie Bolszereczje (Большерече), w rejonie tarskim. W 1846 r. w Tarze znajdowało się 47 powstańców z Polski, w 1867 r. zaś 155 ludzi (w tym 38 pozbawionych praw obywatelskich).
Duża część zesłanych w XIX w. na Syberię (również do Omska) Polaków urządzała tu sobie życie. W 1868 roku w okręgu omskim, tomskim i mariińskim zasiłek na urządzenie domu wzięło 38% osiedlonych zesłańców (pozostała część takiego zasiłku nie wzięła obawiając się, że stanie się to przeszkodą w powrocie do kraju). W 1813 roku omski naczelnik okręgu wojskowego Siemion Bogdanowicz Broniewski (Семён Богданович Броневский, 1786–1858), stworzył pierwszą orkiestrę dętą złożoną z jeńców polskich. Jeden z polskich zesłańców założył pierwszą w mieście cukiernię (tylko jedną, ale bez słodyczy, gdyż były one produkowane tylko na zamówienie – Jerzy Krakowski, 1894, T. 42. s.73). Wśród omskich obywateli i wojskowych urzędników coraz częściej pojawiać zaczęły się typowo polskie nazwiska. W 1858 r. w Omsku wśród wyższych urzędników można wymienić np. pomocnika wojskowego prokuratora – pułkownika Gutkowskiego (Гутковский), mianowanego atamanem sybirskich Kozaków – generała Kryńskiego (Кринский), dyżurnego sztabu oficera korpusu sztabu – majora Królikiewicza (Круликевич).
W 1862 r. w Omsku zbudowany został kościół rzymskokatolicki za pieniądze polskich zesłańców według projektu architekta G. S. Wierszynina. W 1914 r. dobudowano nawet dzwonnicę, jednak w późniejszym okresie kościół został przez bolszewików zburzony, a na jego miejscu powstała scena teatru letniego, następnie w 1966 r. zbudowano tu budynek Teatru Młodego Widza (Омский „Театр юных зрителей”). Według spisu ludności z roku 1877 Polacy stanowili 1% ludności.
Ta liczba wkrótce się zwiększyła, gdyż w latach 80. i 90. XIX w. pojawili się Polacy, którzy dobrowolnie przyjeżdżali mieszkać w tym regionie.
Polaków zamieszkujących Omsk i okolice można wtedy podzielić na kilka kategorii:
- zesłańcy, jeńcy wojenni i ich potomkowie,
- chłopi przesiedleńcy,
- robotnicy, przybyli do pracy m.in. na budowanej właśnie kolei transsyberyjskiej,
- przedstawiciele inteligencji, przybywający na Syberię z nadzieją polepszenia swojej sytuacji materialnej.

### Wiek XX
W 1910 roku w Omsku mieszkało 2059 Polaków (8,7%), Rosjan – 21 tys. W miejscowościach wiejskich w powiecie, na dzień 1 stycznia 1917 roku, Polacy i Litwini stanowili 1,22%. Pobyt Polaków znalazł swe odbicie w języku mieszczan omskich. W 1900 roku na prawym brzegu Omki wyrosła ulica Szpitalna, mieszkający tam zesłańcy nazwali ten rejon Kaczegóry (Качагуры), gdyż na ten brzeg przylatywały dzikie kaczki.
Po rewolucji lutowej ożywia się życie kulturalne i towarzyskie omskiej Polonii. Powstają szkoły i gimnazja narodowe. Wśród Polaków powstaje związek wojskowych, będący zalążkiem formujących się polskich części wojska rosyjskiego. W czasie rosyjskiej wojny domowej Polacy brali udział w walkach zarówno po stronie „białych”, jak i „czerwonych”. 11 czerwca 1918 roku w Omsku w składzie Drugiego Stepowego Syberyjskiego Korpusu (2-й Степной Сибирский корпус) rozpoczęło się formowanie Pierwszego Stepowego Syberyjskiego Polskiego Legionu (1-й Степной Сибирский польский легион, pod dowództwem podpułkownika Krubskiego). 30 lipca komendant korpusu pozwolił rozpocząć formowanie przy Legionie oddzielnego Szwadronu Ułanów Polskich pod dowództwem rotmistrza Piekarskiego. Na terytorium Syberii działała 5 Dywizja Polskich Strzelców pod dowództwem majora Waleriana Czumy, stworzona w rezultacie porozumienia z dnia 23 lipca 1918 roku między przedstawicielami Polskiego Komitetu Wojennego z Omska i Czechosłowackiej Rady Narodowej. Przeciwnicy władzy radzieckiej otrzymali nazwę Białopolaków (белополяки), a zwolennicy nazwani internacjonalistami, stworzyli pierwszy i drugi omski międzynarodowy socjalistyczny oddział, do którego wraz z Polakami weszli Niemcy, Rumuni, Węgrzy, Chińczycy, Koreańczycy.
Po podpisaniu traktatu brzeskiego w 1918 roku Polacy otrzymali możliwość powrotu do Ojczyzny, jednak realizacja tego możliwa była dopiero po zakończeniu wojny domowej. Po podpisaniu traktatu ryskiego w 1921 roku udało się wyjechać 4,1 mln Polakom. Około 2 mln Polaków pozostało w ZSRR: chłopi, byli zesłańcy oraz część polskiej inteligencji. W tym samym czasie w Omsku został zamknięty polski kościół. Walka o jego odbudowę zakończyła się porażką, ale był to dopiero początek nieszczęść, gdyż wkrótce rozpoczęły się represje przeciwko Polakom. Po roku 1938 znaczna część ludności męskiej polskiego pochodzenia, jako potencjalnie wrogi element została zamordowana lub znalazła się w obozach. W tym czasie do polskiej społeczności na Syberii dołączali Polacy deportowani z Kresów Wschodnich II RP.

### Współcześnie
W rejonie tarskim na początku wieku XX aż do końca lat 60. istniało miejsce w większości zamieszkałe przez wychodźców polskich: wioska Mińsk-Dworiański (ros. Минск-Дворянский, tłum. Mińsk Szlachecki), a w rejonie znamieńskim – „Polaki” (Поляки деревня) W innych miejscowościach: Zagwazdino (Загваздино), Gryniewicze (Гриневиче) i innych przez jakiś czas także mieszkało dużo Polaków (dane według ankiet i spisów).
W chwili obecnej istnieje określona grupa mieszkańców Omska i rejonu omskiego, posiadająca polskie korzenie (według danych spisu z roku 1989 to ok. 100 tys. osób). Jako Polacy (a nie tylko osoby o polskich korzeniach) według spisu z 2002 deklarowały się 2842 osoby.
Jak pisze Ałła Junakowska z Uniwersytetu Omskiego: W rodzinach istnieją rozliczne „wspomnienia” o przodkach-Polakach. Często są to „zerowe” wiadomości (zachowane jedynie wśród osób starszego pokolenia i nieprzekazane młodszym członkom rodziny: „ojciec spalił jakieś polskie dokumenty”), „mini-wspomnienia” (istniejące w rodzinie: „przyjechali z Polski”, włącznie z informacją o krewnych w Polsce), „wspomnienia związane z Polską” (zachowane w rodzinie i przekazane innym pokoleniom).
Obecnie w Omsku przy ulicy Szelabina 175 działa Omskie Obwodowe Polskie Stowarzyszenie Kulturalno-Oświatowe „Rodzina”. Stowarzyszenie zajmuje się promowaniem kultury i języka polskiego poprzez organizowanie wystaw, koncertów, przedstawień teatralnych, projekcji polskich filmów. Prowadzi polską bibliotekę i organizuje stałe lekcje języka polskiego.
A w bibliotece „Puszkina” Polskie kulturalno-oświatowe Centrum „Polonez” prowadzi zajęcia językowe oraz lekcje „Wiedzy o Polsce”. Wielu uczestników tego Centrum już otrzymało Kartę Polaka i wyjechali na studia do Polski. „Polonez” wyszukuje informacje o Polakach mieszkających na terytorium obwodu omskiego i uczestniczy we wszystkich wydarzeniach miasta.

## Gospodarka
Ważny ośrodek przemysłu maszynowego chemicznego, spożywczego, skórzanego, włókienniczego. Przetwórstwo ropy naftowej (dostarczanej rurociągiem z Ust’ – Bałtyku).

## Transport
Ważny węzeł kolejowy (Kolej Transsyberyjska) i drogowy; port rzeczny; port lotniczy (w mieście działała linia lotnicza Omskavia). W mieście, prócz komunikacji autobusowej, funkcjonuje komunikacja tramwajowa i trolejbusowa.

## Edukacja
W Omsku znajduje się Akademia Transportu, z wydziałem transportu kolejowego. Kiedyś była to główna uczelnia w zakresie kolejnictwa, kształciła kadry i obsługę na potrzeby magistrali transsyberyjskiej.

## Wojsko
W mieście stacjonuje 48 Samodzielna Brygada Kolejowa (Jednostka Wojskowa 55026)

## Sport
- Awangard Omsk – klub hokejowy
- Dinamo Omsk – klub piłkarski
- Irtysz Omsk – klub piłkarski
- Omiczka Omsk – klub piłki siatkowej kobiet
- Corocznie też odbywa się jeden z najbardziej prestiżowych maratonów biegowych w Rosji: SIM (ang. Siberian International Marathon – pol. Międzynarodowy Maraton Syberyjski).

## Osobistości

### Rosjanie związani z miastem
- Anna Burmistrowa – biathlonistka i biegaczka narciarska, multimedalistka igrzysk paraolimpijskich.
- Witalij Cieszkowski – szachista
- Włada Roslakowa – modelka
- Dmitrij Syczow – piłkarz
- Irina Czaszczina – gimnastyczka rosyjska
- Jewgienija Kanajewa – gimnastyczka artystyczna
- Jegor Letow – muzyk i kompozytor
- Piotr Jan – zawodnik MMA

### Polacy związani z Omskiem
- Wacław Iwaszkiewicz-Rudoszański – generał dywizji Wojska Polskiego
- Henryk Bobula – piłkarz
- Władysław Drużyłowski – zesłaniec
- Witold Andruszkiewicz – ekonomista urodzony w Omsku
- Jan Czerski – geolog

### Przedstawiciele innych narodowości
- Anastasija Reiberger – niemiecka lekkoatletka, tyczkarka

## Miasta partnerskie
- Region York
- Ontario
- Milwaukee
- Púchov
- Karlowe Wary
- Kaifeng
- Jinju
- Pietropawłowsk
- Pawłodar
- Nowosybirsk
- Królewiec
- Czelabińsk
- Gdańsk